# Fjerdingkar (rummål)
 For alternative betydninger, se Fjerdingkar. (Se også artikler, som begynder med Fjerdingkar)
Fjerdingkar er et gammelt rummål svarende til 1/4 skæppe (= 0,00435 m³ / 4,35 l). Enheden blev officielt afskaffet i 1907.
Et fjerdingkar var tillige et mål for jordbeskatning og er 1/32 af en tønde hartkorn.
| Enheder | Spire Denne artikel om standarder og måleenheder er en spire som bør udbygges. Du er velkommen til at hjælpe Wikipedia ved at udvide den. |